# Brđani (Gornji Milanovac)
Brđani (em cirílico: Брђани) é uma vila da Sérvia localizada no município de Gornji Milanovac, pertencente ao distrito de Moravica, na região de Šumadija. A sua população era de 1049 habitantes segundo o censo de 2011.

## Demografia
| 1948 | 1953 | 1961 | 1971 | 1981 | 1991 | 2002 | 2011 |
| ---- | ---- | ---- | ---- | ---- | ---- | ---- | ---- |
| 1890 | 1831 | 1746 | 1525 | 1440 | 1217 | 1227 | 1049 |